# Tonalidade
Tonalidade, em referência às escalas maiores e às menores, é a hierarquização interna das notas dessas escalas, onde algumas notas ou graus das escalas têm preponderância sobre as outras. Assim, todas as notas e, por consequência, os acordes representam as funções de tônica, que é a sensação de final ou de repouso dentro da música; de subdominante, que é a sensação de tensão crescente; e de dominante (música) que, ao mesmo tempo representa a tensão máxima na nota musical, por suas notas serem totalmente diversas da tônica, e é, também, a preparação para a tônica, marcando o início do retorno.
Tonalidade é um sistema de sons baseados nas Escalas maior, menor, menor harmônica e menor melódica, onde os graus da escala são observados de acordo com sua função dentro da harmonia. Cada um dos graus de uma escala desempenha funções próprias na formação e concatenação dos acordes. A palavra função serve para estabelecer a sensação que determinado grau (ou acorde) nos dá dentro da frase harmônica. Ao ouvir uma escala, percebemos que as notas repousam em certos graus e criam tensão em outros. O repouso absoluto é feito no grau I, centro de todos os movimentos. Assim, cada grau tem função definida em relação à tônica de uma escala, criando momentos estáveis, instáveis e menos instáveis, cuja variação motiva a continuidade da música até o repouso final.

## Funções harmônicas dos graus da escala
Os graus da escala são designados também de acordo com suas funções dentro da harmonia, sendo classificados da seguinte maneira:
- Grau I - Tónica (estável)
- Grau II - Supertônica ou Sobretônica
- Grau III - Mediante
- Grau IV - Subdominante (menos instável)
- Grau V - Dominante (instável)
- Grau VI - Superdominante ou Sobredominante
- Grau VII - Subtónica ou Sensível (o grau VII só é sensível em alguns casos)
- Grau VIII - Tónica (= I)

Segundo a teoria da harmonia funcional, de Hugo Riemann, os graus I, IV e V têm importante função dentro da harmonia, na preparação e resolução dos acordes de uma frase harmônica, da seguinte maneira:

### Grau I - Função Tônica
Os acordes formados sobre o grau I de uma escala têm sentido conclusivo (estável) e, geralmente, aparecem na finalização de uma música. O acorde principal da função tônica é aquele cuja nota fundamental (primeira nota do acorde, ou seja, a nota que define o nome do acorde) é, também, o grau I da escala, podendo ser substituido por acordes formados sobre os graus III ou VI, que também estabelecem repouso.

- Por exemplo: na escala de dó maior, o dó é a tônica da escala; o grau I da escala de dó.

### Grau V - Função Dominante
Tem sentido suspensivo (instável) e pede resolução na tônica ou nos graus substitutos da mesma. O acorde principal da função dominante tem sua fundamental no grau V da escala, podendo ser substituído pelo grau VII.
Muitos músicos interpretam a tríade sobre o grau VII como uma tétrade do grau V desprovida de fundamental. Analogamente, a tétrade sobre o grau VII é interpretada como uma sobreposição de quatro terças sobre o grau V, também com a omissão da fundamental.

- Por exemplo: na escala de dó maior, o sol é a dominante da escala; o 5º grau perfeito da escala de dó.

### Grau IV - Função Subdominante
Tem sentido meio-suspensivo (meio-instável), pois se apresenta de forma intermediária entre as funções tônica e dominante. O acorde principal é formado sobre o grau IV da escala, podendo ser substituído pelo II.
O grau II como subdominante é muito comum em música popular brasileira e jazz. Já na música clássica usa-se mais o grau IV.

- Por exemplo: na escala de dó maior, o fá é a subdominante da escala; o 4º grau perfeito da escala de dó.

| Tonalidade    | 7 ♭   | 6 ♭    | 5 ♭   | 4 ♭   | 3 ♭   | 2 ♭   | 1 ♭  | 0    | 1 ♯   | 2 ♯  | 3 ♯   | 4 ♯   | 5 ♯    | 6 ♯   | 7 ♯   |
| Escala maior: | Dó♭ M | Sol♭ M | Ré♭ M | Lá♭ M | Mi♭ M | Si♭ M | Fá M | Dó M | Sol M | Ré M | Lá M  | Mi M  | Si M   | Fá♯ M | Dó♯ M |
| Escala menor: | Lá♭ m | Mi♭ m  | Si♭ m | Fá m  | Dó m  | Sol m | Ré m | Lá m | Mi m  | Si m | Fá♯ m | Dó♯ m | Sol♯ m | Ré♯ m | Lá♯ m |